# Fußball-Club Gelsenkirchen-Schalke 04 1990-1991
Questa voce raccoglie le informazioni riguardanti il Fußball-Club Gelsenkirchen-Schalke 04 nelle competizioni ufficiali della stagione 1990-1991.

## Stagione
Nella stagione 1990-1991 il Schalke, allenato da Peter Neururer, Klaus Fischer e Aleksandar Ristić, concluse il campionato di 2. Bundesliga al 1º posto. In Coppa di Germania il Schalke fu eliminato agli ottavi di finale dal Werder Brema.

## Rosa
| N. |                     | Ruolo | Calciatore       |
| -- | ------------------- | ----- | ---------------- |
| 4  | Germania (bandiera) | D     | Yves Eigenrauch  |
| 6  | Germania (bandiera) | C     | Andreas Müller   |
|    | Germania (bandiera) | P     | Jens Lehmann     |
|    | Germania (bandiera) | P     | Jürgen Welp      |
|    | Germania (bandiera) | D     | Günter Güttler   |
|    | Germania (bandiera) | D     | Richard Mademann |
|    | Germania (bandiera) | D     | Michael Prus     |
|    | Germania (bandiera) | D     | Werner Ruthmann  |
|    | Germania (bandiera) | D     | Dietmar Schacht  |
|    | Germania (bandiera) | C     | Ingo Anderbrügge |
|    | Germania (bandiera) | C     | Siegmar Bieber   |

| N. |                                 | Ruolo | Calciatore          |
| -- | ------------------------------- | ----- | ------------------- |
|    | Germania (bandiera)             | C     | Egon Flad           |
|    | Germania (bandiera)             | C     | Michael Kroninger   |
|    | Germania (bandiera)             | C     | Jürgen Luginger     |
|    | Germania (bandiera)             | C     | Günter Schlipper    |
|    | Germania (bandiera)             | C     | Thorsten Wörsdörfer |
|    | Germania (bandiera)             | C     | Thomas Zechel       |
|    | Russia (bandiera)               | A     | Aleksandr Borodjuk  |
|    | Ucraina (bandiera)              | A     | Vladimir Lyutiy     |
|    | Bosnia ed Erzegovina (bandiera) | A     | Radmilo Mihajlović  |
|    | Germania (bandiera)             | A     | Peter Sendscheid    |

## Organigramma societario
Area tecnica
- Allenatore: Aleksandar Ristić
- Allenatore in seconda:
- Preparatore dei portieri:
- Preparatori atletici:

## Calciomercato

### Sessione estiva
| Acquisti | Acquisti          | Acquisti          | Acquisti |
| R.       | Nome              | da                | Modalità |
| -------- | ----------------- | ----------------- | -------- |
| D        | Yves Eigenrauch   | Arminia Bielefeld |          |
| D        | Günter Güttler    | Waldhof Mannheim  |          |
| C        | Michael Kroninger | Kickers Offenbach |          |
| D        | Richard Mademann  | VfB 06 Langenfeld |          |
| P        | Jürgen Welp       | Gütersloh         |          |
| C        | Thomas Zechel     | Waldhof Mannheim  |          |

| Cessioni | Cessioni          | Cessioni         | Cessioni |
| R.       | Nome              | a                | Modalità |
| -------- | ----------------- | ---------------- | -------- |
| C        | Rachid Belarbi    | Preußen Münster  |          |
| A        | Reiner Edelmann   | Preußen Münster  |          |
| D        | Thomas Gaßmann    | DSC Wanne-Eickel |          |
| A        | Carsten Marquardt | Osnabrück        |          |

### Sessione invernale
| Acquisti | Acquisti            | Acquisti      | Acquisti |
| R.       | Nome                | da            | Modalità |
| -------- | ------------------- | ------------- | -------- |
| A        | Radmilo Mihajlović  | Bayern Monaco |          |
| C        | Thorsten Wörsdörfer | Bayern Monaco |          |

| Cessioni | Cessioni | Cessioni | Cessioni |
| R.       | Nome     | a        | Modalità |
| -------- | -------- | -------- | -------- |

## Risultati

### 2. Bundesliga

#### Girone di andata
| Arbitro: | Strigel |

|                                     |           |               |
| Anderbrügge 52’ Sendscheid 62’, 66’ | Marcatori | 73’ Akpoborie |

| Arbitro: | Amerell |

|                         |           |                |
| Schlumberger 53’ (rig.) | Marcatori | 89’ Sendscheid |

| Arbitro: | Neuner |

|                           |           |                 |
| Schlipper 11’ Schacht 82’ | Marcatori | 80’ Buchheister |

| Arbitro: | Matheis |

|  |           |                                          |
|  | Marcatori | 14’, 80’ (rig.) Anderbrügge 65’ Borodjuk |

| Arbitro: | Osmers |

|                                           |           |  |
| Sendscheid 14’ Borodjuk 54’ Kroninger 57’ | Marcatori |  |

| Arbitro: | Dellwing |

|  |           |            |
|  | Marcatori | 69’ Lyutiy |

| Arbitro: | Holst |

|                |           |  |
| Sendscheid 15’ | Marcatori |  |

| Arbitro: | Schmidhuber |

|             |           |                                     |
| Hecking 10’ | Marcatori | 33’ Anderbrügge 69’ Lyutiy 74’ Flad |

| Arbitro: | Rubel |

|                 |           |  |
| Deters 36’, 88’ | Marcatori |  |

| Arbitro: | Mierswa |

|                              |           |         |
| Schlipper 52’ Eigenrauch 64’ | Marcatori | 4’ Keim |

| Arbitro: | Ronig |

|                       |           |            |
| Homp 4’ Jurgeleit 27’ | Marcatori | 87’ Müller |

| Arbitro: | Tritschler |

|                                     |           |          |
| Flad 6’ Sendscheid 23’ Borodjuk 64’ | Marcatori | 77’ Haub |

| Oldenburg 6 ottobre 1990, ore 15:00 CET 13ª giornata | Oldenburg | 0 – 0 referto | Schalke 04 | Stadion Donnerschwee (17 500 spett.)\| Arbitro: \| Fux \| |
| Arbitro:                                             | Fux       |               |            |                                                           |

| Arbitro: | Schmidt |

|                         |           |  |
| Borodjuk 71’ Lyutiy 78’ | Marcatori |  |

| Arbitro: | Wippermann |

|                             |           |  |
| Janz 18’, 19’ Schweizer 90’ | Marcatori |  |

| Arbitro: | Harder |

|                                      |           |  |
| Luginger 39’ Borodjuk 49’ Lyutiy 64’ | Marcatori |  |

| Arbitro: | Theobald |

|          |           |                 |
| Hupe 50’ | Marcatori | 37’ Anderbrügge |

| Arbitro: | Brückner |

|                                       |           |            |
| Borodjuk 17’ Lyutiy 57’ Schlipper 83’ | Marcatori | 73’ Helmig |

| Arbitro: | Strampe |

|                  |           |                              |
| Prinzen 15’, 77’ | Marcatori | 23’ Borodjuk 53’ Anderbrügge |

#### Girone di ritorno
| Arbitro: | Amerell |

|            |           |            |
| Kristl 45’ | Marcatori | 77’ Lyutiy |

| Arbitro: | Steinborn |

|            |           |           |
| Müller 26’ | Marcatori | 70’ Adler |

| Arbitro: | Gochermann |

|  |           |                |
|  | Marcatori | 82’ Wörsdörfer |

| Arbitro: | Kuhne |

|               |           |  |
| Schlipper 60’ | Marcatori |  |

| Arbitro: | Osmers |

|                 |           |                           |
| Capocchiano 36’ | Marcatori | 2’ Schlipper 64’ Borodjuk |

| Arbitro: | Mölm |

|                         |           |  |
| Zechel 45’ Borodjuk 77’ | Marcatori |  |

| Arbitro: | Neuner |

|            |           |              |
| Lienen 43’ | Marcatori | 11’ Borodjuk |

| Arbitro: | Matheis |

|                |           |                     |
| Sendscheid 86’ | Marcatori | 21’ Wolff 90’ Schön |

| Arbitro: | Lehnardt |

|                        |           |  |
| Schlipper 31’ Flad 37’ | Marcatori |  |

| Stoccarda 13 aprile 1991, ore 15:00 CEST 29ª giornata | Kickers Stoccarda | 0 – 0 referto | Schalke 04 | Waldau-Stadion (33 000 spett.)\| Arbitro: \| Theobald \| |
| Arbitro:                                              | Theobald          |               |            |                                                          |

| Arbitro: | Rubel |

|                                          |           |           |
| Mihajlović 5’ Borodjuk 65’ Kroninger 83’ | Marcatori | 38’ Gries |

| Arbitro: | Ronig |

|  |           |                                              |
|  | Marcatori | 30’ Anderbrügge 60’ Sendscheid 85’ Schlipper |

| Arbitro: | Domberg |

|                                                 |           |           |
| Mihajlović 54’, 64’ (rig.) Anderbrügge 61’, 70’ | Marcatori | 60’ Palma |

| Arbitro: | Brückner |

|                |           |                |
| Schjønberg 44’ | Marcatori | 65’ Sendscheid |

| Arbitro: | Kuhne |

|                                              |           |           |
| Lyutiy 17’ Luginger 19’ Schlipper 82’ (rig.) | Marcatori | 40’ Zeyer |

| Arbitro: | Brückner |

|           |           |                 |
| Klein 70’ | Marcatori | 83’ Anderbrügge |

| Arbitro: | Schmidt |

|                             |           |           |
| Borodjuk 57’ Sendscheid 76’ | Marcatori | 44’ Azima |

| Essen 9 giugno 1991, ore 15:00 CEST 37ª giornata | Rot-Weiss Essen | 0 – 0 referto | Schalke 04 | Georg-Melches-Stadion (20 114 spett.)\| Arbitro: \| Domberg \| |
| Arbitro:                                         | Domberg         |               |            |                                                                |

| Arbitro: | Steinborn |

|              |           |  |
| Borodjuk 78’ | Marcatori |  |

### Coppa di Germania
| Arbitro: | Fux |

|  |           |               |
|  | Marcatori | 54’ Schlipper |

| Arbitro: | Birlenbach |

|                                                     |           |  |
| Müller 5’ (rig.) Güttler 9’ Lyutiy 44’ Mademann 89’ | Marcatori |  |

| Arbitro: | Boos |

|                                  |           |              |
| Allofs 30’ Borowka 64’ Rufer 89’ | Marcatori | 55’ Luginger |

## Statistiche

### Statistiche di squadra
| Competizione      | Punti | In casa | In casa | In casa | In casa | In casa | In casa | In trasferta | In trasferta | In trasferta | In trasferta | In trasferta | In trasferta | Totale | Totale | Totale | Totale | Totale | Totale | DR  |
| Competizione      | Punti | G       | V       | N       | P       | Gf      | Gs      | G            | V            | N            | P            | Gf           | Gs           | G      | V      | N      | P      | Gf     | Gs     | DR  |
| ----------------- | ----- | ------- | ------- | ------- | ------- | ------- | ------- | ------------ | ------------ | ------------ | ------------ | ------------ | ------------ | ------ | ------ | ------ | ------ | ------ | ------ | --- |
| 2. Bundesliga     | 57    | 19      | 17      | 1       | 1       | 42      | 12      | 19           | 6            | 10           | 3            | 22           | 17           | 38     | 23     | 11     | 4      | 64     | 29     | +35 |
| Coppa di Germania | -     | 1       | 1       | 0       | 0       | 4       | 0       | 2            | 1            | 0            | 1            | 2            | 3            | 3      | 2      | 0      | 1      | 6      | 3      | +3  |
| Totale            | 57    | 20      | 18      | 1       | 1       | 46      | 12      | 21           | 7            | 10           | 4            | 24           | 20           | 41     | 25     | 11     | 5      | 70     | 32     | +38 |

### Andamento in campionato
| Giornata  | 1 | 2 | 3 | 4 | 5 | 6 | 7 | 8 | 9 | 10 | 11 | 12 | 13 | 14 | 15 | 16 | 17 | 18 | 19 | 20 | 21 | 22 | 23 | 24 | 25 | 26 | 27 | 28 | 29 | 30 | 31 | 32 | 33 | 34 | 35 | 36 | 37 | 38 |
| --------- | - | - | - | - | - | - | - | - | - | -- | -- | -- | -- | -- | -- | -- | -- | -- | -- | -- | -- | -- | -- | -- | -- | -- | -- | -- | -- | -- | -- | -- | -- | -- | -- | -- | -- | -- |
| Luogo     | C | T | C | T | C | T | C | T | T | C  | T  | C  | T  | C  | T  | C  | T  | C  | T  | T  | C  | T  | C  | T  | C  | T  | C  | C  | T  | C  | T  | C  | T  | C  | T  | C  | T  | C  |
| Risultato | V | N | V | V | V | V | V | V | P | V  | P  | V  | N  | V  | P  | V  | N  | V  | N  | N  | N  | V  | V  | V  | V  | N  | P  | V  | N  | V  | V  | V  | N  | V  | N  | V  | N  | V  |
| Posizione | 3 | 5 | 4 | 3 | 3 | 1 | 1 | 1 | 1 | 1  | 2  | 1  | 1  | 1  | 2  | 2  | 2  | 2  | 2  | 2  | 2  | 2  | 2  | 2  | 1  | 1  | 2  | 1  | 1  | 1  | 1  | 1  | 1  | 1  | 1  | 1  | 1  | 1  |

Legenda:

Luogo: C = Casa; T = Trasferta. Risultato: V = Vittoria; N = Pareggio; P = Sconfitta.

### Statistiche dei giocatori
!! colspan="4" | Totale

| Giocatore     | 2. Bundesliga | 2. Bundesliga | 2. Bundesliga | 2. Bundesliga | Coppa di Germania I. Anderbrügge | Coppa di Germania I. Anderbrügge | Coppa di Germania I. Anderbrügge | Coppa di Germania I. Anderbrügge | 30       | 10   | 1           | 0          | 3 | 0 | 0 | 0 | 33 | 10 | 1 | 0 |
| Giocatore     | Presenze      | Reti          | Ammonizioni   | Espulsioni    | Presenze                         | Reti                             | Ammonizioni                      | Espulsioni                       | Presenze | Reti | Ammonizioni | Espulsioni |   |   |   |   |    |    |   |   |
| S. Bieber     | 0             | 0             | 0             | 0             | 0                                | 0                                | 0                                | 0                                | 0        | 0    | 0           | 0          |   |   |   |   |    |    |   |   |
| A. Borodjuk   | 31            | 13            | 1             | 0             | 2                                | 0                                | 1                                | 0                                | 33       | 13   | 2           | 0          |   |   |   |   |    |    |   |   |
| Y. Eigenrauch | 7             | 1             | 0             | 0             | 2                                | 0                                | 0                                | 0                                | 9        | 1    | 0           | 0          |   |   |   |   |    |    |   |   |
| E. Flad       | 31            | 3             | 6             | 1             | 2                                | 0                                | 0                                | 0                                | 33       | 3    | 6           | 1          |   |   |   |   |    |    |   |   |
| G. Güttler    | 34            | 0             | 7             | 1             | 3                                | 1                                | 0                                | 0                                | 37       | 1    | 7           | 1          |   |   |   |   |    |    |   |   |
| M. Kroninger  | 28            | 2             | 0             | 0             | 3                                | 0                                | 1                                | 0                                | 31       | 2    | 1           | 0          |   |   |   |   |    |    |   |   |
| J. Lehmann    | 34            | 0             | 4             | 0             | 1                                | 0                                | 0                                | 0                                | 35       | 0    | 4           | 0          |   |   |   |   |    |    |   |   |
| J. Luginger   | 37            | 2             | 2             | 1             | 3                                | 1                                | 0                                | 0                                | 40       | 3    | 2           | 1          |   |   |   |   |    |    |   |   |
| V. Lyutiy     | 24            | 7             | 3             | 0             | 3                                | 1                                | 0                                | 0                                | 27       | 8    | 3           | 0          |   |   |   |   |    |    |   |   |
| R. Mademann   | 27            | 0             | 2             | 1             | 1                                | 1                                | 0                                | 0                                | 28       | 1    | 2           | 1          |   |   |   |   |    |    |   |   |
| R. Mihajlović | 12            | 3             | 1             | 0             | 0                                | 0                                | 0                                | 0                                | 12       | 3    | 1           | 0          |   |   |   |   |    |    |   |   |
| A. Müller     | 25            | 2             | 0             | 0             | 2                                | 1                                | 0                                | 0                                | 27       | 3    | 0           | 0          |   |   |   |   |    |    |   |   |
| M. Prus       | 34            | 0             | 3             | 0             | 3                                | 0                                | 0                                | 0                                | 37       | 0    | 3           | 0          |   |   |   |   |    |    |   |   |
| W. Ruthmann   | 3             | 0             | 0             | 0             | 1                                | 0                                | 0                                | 0                                | 4        | 0    | 0           | 0          |   |   |   |   |    |    |   |   |
| D. Schacht    | 30            | 1             | 8             | 1             | 2                                | 0                                | 0                                | 0                                | 32       | 1    | 8           | 1          |   |   |   |   |    |    |   |   |
| G. Schlipper  | 34            | 8             | 5             | 0             | 3                                | 1                                | 0                                | 0                                | 37       | 9    | 5           | 0          |   |   |   |   |    |    |   |   |
| P. Sendscheid | 31            | 10            | 2             | 0             | 1                                | 0                                | 0                                | 0                                | 32       | 10   | 2           | 0          |   |   |   |   |    |    |   |   |
| J. Welp       | 5             | 0             | 0             | 0             | 2                                | 0                                | 0                                | 0                                | 7        | 0    | 0           | 0          |   |   |   |   |    |    |   |   |
| T. Wörsdörfer | 12            | 1             | 0             | 0             | 0                                | 0                                | 0                                | 0                                | 12       | 1    | 0           | 0          |   |   |   |   |    |    |   |   |
| T. Zechel     | 20            | 1             | 2             | 0             | 2                                | 0                                | 0                                | 0                                | 22       | 1    | 2           | 0          |   |   |   |   |    |    |   |   |